# Итурральде, Игнасио
Игнасио (Начо) Итурральде Саес (исп. Ignacio "Nacho" Ithurralde Sáez; род. 30 мая 1983, Монтевидео) — уругвайский футболист, защитник известный по выступлениям за клубы «Дефенсор Спортинг», «Мильонариос» и сборной Уругвая. В 2021 году начал тренерскую карьеру.

## Клубная карьера
Итурральде — воспитанник клуба «Дефенсор Спортинг». 3 февраля 2002 года он дебютировал в уругвайской Примере. В 2007 году Игнасио помог клубу выиграть чемпионат. В том же году Игнасио покинул команду и недолго играл за мексиканский «Монтеррей», а также аргентинские «Олимпо» и «Росарио Сентраль». Летом 2009 года Итурральде вернулся на родину, присоединившись к клуб «Пеньяроль». 18 октября в матче против «Серро-Ларго» он дебютировал за новый клуб. 12 сентября в поединке против «Атенас» Игнасио забил свой первый гол за «Пеньяроль». В этом же сезоне он помог клубу выиграть чемпионат.
В начале 2010 года Итурральде перешёл в боливийский «Боливар». 6 марта в матче против «Хорхе Вильстерманн» он дебютировал в боливийской Примере. 31 октября в поединке против «Ла-Пас» Игнасио забил свой первый гол за «Боливар».
В начале 2011 года Итурральде перешёл в парагвайский «Гуарани». 11 февраля в матче против «Такуари» он дебютировал в парагвайской Примере. Летом того же года Игнасио перешёл в чилийский «Аудакс Итальяно». 7 августа в матче против «Универсидад Католика» он дебютировал в чилийской Примере. В начале 2012 года Итурральде перешёл в колумбийский «Мильонариос». 5 февраля в матче против «Атлетико Уила» он дебютировал в Кубке Мустанга. В поединке против «Реал Картахена» Игнасио забил свой первый гол за клуб. В том же году он выиграл чемпионат.
Летом 2013 года Итурральде вернулся на родину в «Рентистас». 8 сентября в матче против «Мирамар Мисьонес» он дебютировал за новую команду. В начале 2014 года Игнасио присоединился к боливийскому «Блумингу». 20 января в матче против «Сан-Хосе Оруро» он дебютировал за новую команду. Летом Итурральде вернулся в «Рентистас». 21 сентября в поединке против «Данубио» он забил свой первый гол за клуб.
Летом 2015 году Игнасио перешёл в столичный «Расинг». 22 августа в матче против своего бывшего клуба «Дефенсор Спортинг» он дебютировал за новую команду. 25 октября в поединке против «Вилья Тереса» Итурральде забил свой первый гол за «Расинг». В начале 2017 года Игнасио на правах свободного агента присоединился к клубу уругвайской Сегунды «Депортиво Мальдонадо». 15 апреля в матче против «Торке» он дебютировал за новую команду. 4 июня в поединке против своего бывшего клубу «Рентистас» Итурральде забил свой первый гол за «Депортиво Мальдонадо». Летом того же года Игнасио вернулся в элиту, заключив соглашение с «Серро». В матче против своего бывшего клуба «Расинга» он дебютировал за новый клуб.

## Международная карьера
В 2006 году Итурральде дебютировал за сборную Уругвая. Сыграл 2 товарищеских матча против сборных Колумбии и Венесуэлы.

## Титулы и достижения
- Чемпион Уругвая (2): 2007/08, 2009/10
- Чемпион Колумбии: Финалисасьон 2012